# Bernd Rohr (Fußballspieler)
Bernd Rohr (* 4. Juni 1942 in Leipzig; † September 2023) war ein deutscher Fußballspieler und Buchautor. In der DDR-Oberliga, der höchsten Spielklasse im DDR-Fußball, spielte er in den 1960er-Jahren für die BSG Chemie Leipzig.

## Sportliche Laufbahn
In den Nachwuchsmannschaften des SC Rotation Leipzig und der Betriebssportgemeinschaft (BSG) Motor Warnowwerft Warnemünde wurde Bernd Rohr zum Fußballspieler ausgebildet. Bei der BSG Motor absolvierte er auch seine ersten Pflichtspiele im Männerbereich, zunächst in der drittklassigen II. DDR-Liga, nach deren Einstellung in der Bezirksliga Rostock.
Zur Saison 1964/65 wechselte Rohr zum Oberligisten SC Chemie Halle, kam dort aber nicht in Oberligaspielen zum Einsatz. Noch im Laufe der Saison schloss er sich der BSG Chemie Leipzig an, die ebenfalls in der Oberliga vertreten war. Dort hatte er am 27. Mai 1965 seinen ersten Auftritt in der Oberliga, als er in der Begegnung Lok Stendal – Chemie Leipzig als Stürmer eingesetzt wurde. Er rechtfertigte seine Aufstellung mit dem Tor zum 1:1-Endstand. Anschließend wurde er auch in den restlichen drei Oberligaspielen eingesetzt. Zu Beginn der Spielzeit 1965/66 wurde Rohr zunächst in den acht Spielen des Intercups eingesetzt, wo er auch zweimal zum Torerfolg kam. Außerdem bestritt er in der Oberliga die ersten vier Punktspiele.
Im November 1965 wurde Rohr nach Kuba entsandt, um beim Ausbau des Düngermittelwerks Cubanitro in Matanzas mitzuhelfen. Nebenbei konnte er bei der Werkself Fußball spielen. Er blieb bis zur politischen Wende 1989 der einzige DDR-Fußballer mit einem Auslandsengagement.
1967 kehrte er in die DDR zurück und schloss sich dem Bezirksligisten Aktivist Böhlen an. Er verhalf der Mannschaft zum Aufstieg in die DDR-Liga, verließ die BSG daraufhin aber und wechselte zur BSG Rotation 1950 Leipzig, ebenfalls ein Bezirksligist. Mit der BSG Rotation stieg er 1973 in die DDR-Liga auf und bestritt in der Saison 1973/74 zehn der 22 ausgetragenen Ligaspiele. Die Mannschaft spielte nur eine Saison in der DDR-Liga und kehrte auch nicht mehr dorthin zurück. Auch für Bernd Rohr war damit seine Laufbahn im landesweiten DDR-Fußball beendet, die acht Einsätze und zwei Tore in der DDR-Oberliga und zehn torlose Spiele in der DDR-Liga beinhaltet.

## Publizistische Aktivitäten
Im VEB Bibliographisches Institut Leipzig war er ab 1968 beruflich tätig. Dort verantwortete der Diplomingenieur gemeinsam mit Herbert Wiele das Lexikon der Technik. 1987 veröffentlichte Bernd Rohr zusammen mit dem Sportjournalisten Günter Simon beim Bibliographischen Institut Leipzig das 488-seitige Lexikon Fußball, das sowohl 1991 als auch 1993 vom Copressverlag München neu verlegt wurde. Im digitalen Zeitalter erschien das Nachschlagewerk ebenfalls als E-Book, unter anderem 2012 in zweiter Auflage beim Münchner Stiebner Verlag.

## Tod
Er verstarb im September 2023 im Alter von 81 Jahren.

## Schriften (Auswahl)
- Lexikon Fußball (mit Günter Simon). VEB Bibliographisches Institut, Leipzig 1987, ISBN 3-323-00107-9.
- Fussball-Lexikon (mit Günter Simon). Verlag Copress, München 1991, ISBN 3-7679-0330-X.
- Fussball-Lexikon (mit Günter Simon). Verlag Copress, München 1993, ISBN 3-7679-0410-1.